# Ludwig Greve
Ludwig Greve, noto anche con lo pseudonimo di Lutz (Berlino, 23 settembre 1924 – Amrum, 12 luglio 1991), è stato un partigiano, scrittore e bibliotecario tedesco, di religione ebraica, per questo motivo perseguitato insieme alla sua famiglia e costretto all'esilio.

## La vita famigliare e l'impatto delle leggi razziali
La famiglia di Ludwig Greve era composta dal padre, Walter Jesaias, dalla madre Johanna Danziger e dalla sorella Evelyn. Le famiglie d'origine di entrambi i genitori erano di religione ebraica, erano benestanti e ben inseriti nella società del tempo.
Dal 15 settembre 1935 (leggi di Norimberga), la famiglia fu colpita dalle discriminazioni razziali, come l'imposizione di frequentare unicamente scuole private per ebrei; Durante la notte dei cristalli Ludwig assistette all'arresto del padre, che fu internato per un periodo nel campo di concentramento di Sachsenhausen.
(Greve Ludwig, op. cit. p. 9)
Il progressivo peggioramento della situazione spinse la famiglia alla decisione finale di espatriare. Dopo numerosi tentativi, la famiglia si imbarcò con destinazione Cuba, paese disposto ad accogliere profughi: Ludwig e i suoi familiari riuscirono a malapena a pagare i biglietti per il transatlantico "Saint Louis" e salparono da Amburgo il 13 maggio 1939 con 937 passeggeri. Non riusciranno mai a sbarcare: sulla base di presunte irregolarità amministrative, le autorità portuali cubane impedirono lo sbarco ai profughi e il transatlantico fu costretto a ritornare in Europa, con la prospettiva di una distribuzione dei profughi negli stati disposti a riceverli. ll complesso e drammatico caso internazionale, che ebbe vasta eco nell'opnione pubblica, si risolse con lo sbarco dei passeggeri ad Anversa, e la loro redistribuzione tra Francia, Belgio e Paesi Bassi.

## Il ritorno in Europa: la permanenza in Francia
I Greve si trasferirono in Francia: la loro vita non sarebbe mai più stata come prima, anche perché dipendenti per vivere dai sussidi delle associazioni ebraiche. Dopo una breve permanenza a Parigi  si spostarono nelle Basse Alpi, dove Ludwig imparò il mestiere di falegname e sfuggì ben due volte alla cattura da parte della polizia locale. La famiglia dello zio, invece, venne catturata e deportata. Intanto l’occupazione tedesca continuava ad inasprirsi e dal 28 maggio del 1942 nessun ebreo poté nascondere la propria identità: fu così che Ludwig decise di entrare nella Resistenza francese con il nome di Louis Gabier, mentre il resto della famiglia si rifugiò nei boschi. Ludwig non sfuggì all'ennesimo rastrellamento: venne incarcerato per qualche giorno e, una volta libero, portò in salvo la famiglia a Saint Martin de Vésubie,  in una zona sotto il controllo della IV armata Italiana, la quale che aveva fama di non applicare severamente la legislazione razziale.

## Dopo l'8 settembre 1943: la fuga in Italia e i contatti con la Delasem
Dopo l'armistizio dell'8 settembre tra l'Italia e i Paesi alleati la famiglia Greve, come molti profughi nella loro condizione, non sentendosi più  al sicuro decise di seguire la IV armata Italiana, che stava smobilitando verso il Piemonte. La traversata delle Alpi durò tre giorni e due notti e fu faticosa soprattutto per anziani e bambini, costretti a camminare per lunghi tratti sotto la pioggia e al freddo, per raggiungere i valichi di Finestre e Ciriegia che li avrebbero portati a Entracque e Valdieri. I Greve e tutti gli ebrei provenienti da Saint Martin de Vésubie erano convinti di avere trovato un posto sicuro, ma a pochi giorni dal loro arrivo, il bando del capitano Mûller, a nome delle autorità di occupazione tedesche, imponeva a tutti gli stranieri di costituirsi. I Greve non si fidarono e rimasero nascosti nei boschi, furono aiutati da una popolazione locale molto povera e per questo Ludwig fu costretto anche a mendicare per sé e la famiglia.
Grazie alla sua esperienza nella Resistenza francese, entrò in contatto con i partigiani italiani ed ebbe l'opportunità di aiutare gli ebrei di Saint-Martin de Vésubie che, essendosi consegnati alle truppe di occupazione, erano stati reclusi nel campo di concentramento di Borgo San Dalmazzo.
Ludwig era riuscito a dotare la famiglia di carte d'identità francesi false, ma durante un'irruzione dei carabinieri di Cuneo vennero scoperti e inviati a Cuneo per ottenere documenti italiani. Il padre e la sorella, purtroppo, verranno trattenuti e poi trasferiti al campo di Borgo San Dalmazzo: per questo motivo Ludwig si trasferirà in montagna con la madre, sofferente per una ferita da granata. Riteneva di poter ricevere aiuto da don Raimondo Viale per far evadere il padre Walter e la sorella Evelyn.
(Revelli Nuto, op. cit., pag. 101)
Walter ed Evelyn vennero trasferiti al Campo di Fossoli a Carpi, vicino a Modena. Quella fu la prima tappa verso Auschwitz-Birkenau, da dove non ritorneranno.
Grazie ad una colletta (pari all'incirca a 2.000 lire, corrispondente al salario mensile di un operaio)  gestita dal parroco di Borgo San Dalmazzo e ai suoi contatti con la rete Delasem, Ludwig riuscì a salvare se stesso e la madre: nel marzo 1944 si rifugiarono a Lucca, presso don Arturo Paoli, già attivo nella Resistenza toscana.
Ludwig e don Paoli si intesero immediatamente e riuscirono a collaborare con i partigiani locali,  fino a quando ragioni di sicurezza costrinsero Ludwig ad assumere un ruolo diverso, travestito da prete.
(Pettiti Silivia, op. cit. pp. 30-31)
L'intenso rapporto di amicizia fra i due è descritto nell'autobiografia Un amico a Lucca. Ricordi d'infanzia e d'esilio.
Nel gennaio del 1945, Ludwig e la madre lasciarono l'Italia diretti ad Haifa, in Israele, dove ritrovarono lo zio Fritz Danziger e la sua famiglia.

## Il ritorno in Germania
Mentre la madre Johanna restò in Israele, dopo cinque anni Lutz tornò in Germania per lavorare in un centro quacchero di aiuti ai profughi palestinesi, l'American Friends Service Committee. Nel 1952 sposò la musicista Katharina Maillard, da cui ebbe due figlie, Cornelia e Julia.
(Greve Ludwig, op. cit., p. 13)
Dal 1968 al 1988, fu direttore della biblioteca dell'Istituto, pubblicò molti scritti di poesia e di prosa e collaborò alla redazione di cataloghi di mostre d'arte e di cinema.
Morì accidentalmente, annegando nel Mare del Nord nel 1991 all'età di 67 anni.

### Materiali d'archivio (prodotti da Ludwig Greve)
- Deutsches Literaturarchiv Marbach am Neckar, fondo Ludwig Greve.
- Manoscritto relativo a Ein Freund in Lucca (Un amico a Lucca).
- Dattiloscritti relativi a Ein Besuch in der Villa Sardi (Una visita a Villa Sardi)
- 6 buste con manoscritti e dattiloscritti relativi a Wo gehorte ich hin? Geschite

einer Jugend (Quale era il mio mondo? Storia di una gioventù).
Die Geschichte von Walter jesaias Greve, Johanna Greve geb. Danziger Heinz
Ludwig Greve, Evelyn Greve, Sulz/Neckar, II. November 1952 (Storia di Walter Jesaias Greve, Johanna Greve n. Danzinger, Heinz Ludwig Greve,
Evelyn Greve, Sulz am Neckar, II novembre 1952, dattiloscritto (allegato alla domanda di risarcimento)
- 22 lettere di don Arturo Paoli a Ludwig Greve.
- 5 lettere di don Guido Staderini a Ludwig Greve.
- 1 lettera di monsignor Antonio Torrini a Ludwig Greve.
- 3 lettere e 4 biglietti di don Raimondo Viale a Ludwig Greve.
- 2 lettere e 1 cartolina postale di Giovanni Sardi a Ludwig Greve.
- Archivio dell'Istituto storico della Resistenza e della società contemporanea provincia di Cuneo, faldone I,Ebrei, fasc. 5, Carte di don Raimondo Viale.  13 lettere e 1 cartolina postale di Ludwig Greve a don Raimondo Viale.

### Pubblicazioni di Ludwig Greve
- Ein Freund in Lucca, in Fur, Rudolf Hirsch. zum siebzigsten Geburtstag a 22. Dezember 1957, S. Fischer, Frankfurt a.M. 1975, pp. 23–31.
- Sie lacht und andere Gedichte, S. Fischer, Frankfurt a.M. 1991 (nuova ed. Fischer-Taschenbuchverlag, Frankfurt a.M. 1992).
- Ludwig Greve: Bibliographie 1952-1993, sostenuto da J. Salchow, Schiller, Nationalmuseum, Marbach am Neckar 1994.
- Wo gehorte ich hin? Geschichte einer Jugend, hrsg. Von R. Tgahrt, S. Fischer. Frankfurt a.M. 1994  (comprende anche Ein Freund in Lucca, pp. 167–91) .
- Ein Besuch der Villa Sardi, in L. Greve, Ein Besuch der Villa Sardi
- Portrats.  Gedenkblatter. Reden,  hrsg. R. Tgahrt, keicher, Warmbroonn 2001, pp. 7–32.
- Die Gedichte, hrsg Von R. Tgahrt in Zusammenarbeit mit W. Pfafflin, Wallstein, Gottingen 2006.

| Controllo di autorità | VIAF (EN) 110526743 · ISNI (EN) 0000 0003 6940 1470 · LCCN (EN) n81138785 · GND (DE) 119138824 · BNF (FR) cb120275378 (data) · J9U (EN, HE) 987007272300305171 |